# Anniella grinnelli
Espèce
Anniella grinnelli est une espèce de sauriens de la famille des Anniellidae.

## Répartition
Cette espèce est endémique de Californie aux États-Unis. Elle se rencontre dans le comté de Kern dans la vallée de San Joaquin.

## Description
Le mâle holotype mesure 241 mm dont 93 mm pour la queue.
Cette espèce se distingue par la couleur violette de son ventre.

## Étymologie
Cette espèce est nommée en l'honneur de Joseph Grinnell (1877–1939).

## Publication originale
- Papenfuss & Parham, 2013 : Four New Species of California Legless Lizards (Anniella). Breviora, no 536, p. 1-17 (texte intégral).